# Greg Yaitanes
Greg Yaitanes (geb. 18. Juni 1970 in Wellesley, Norfolk County Massachusetts) ist ein amerikanischer Regisseur griechischer Abstammung. Er war einer der ersten Investoren bei Twitter.

## Leben und Werk
Er wuchs auf in Wellesley, Massachusetts, wo er auch seinen ersten Film drehte: Salad Bar: The Movie. Als er volljährig wurde, zog er nach Los Angeles und besuchte die USC School of Cinematic Arts, eine 1929 gegründete Filmschule an der University of Southern California. Mit 23 Jahren drehte er seine erste kommerzielle Regiearbeit. Yaitanes wurde früh für seine Hartnäckigkeit bekannt. Um den etablierten Filmproduzenten Joel Silver zu treffen, wartete er mehrere Stunden für ein kurzes Treffen. Von Silver wurde er für seinen zweiten Spielfilm Cypher engagiert.
2008 gewann Yaitanes einen Emmy für seine Regiearbeit bei Dr. House für die Episode Im Kopf von House (House’s Head). Er arbeitete an vielen bekannten Fernsehserien als Regisseur und Produzent mit, unter anderem bei Damages –Im Netz der Macht, Lost, Prison Break, Heroes and Grey’s Anatomy.
Neben seinem Talent für erfolgreiche Fernsehserien ist Yaitanes für seinen Unternehmergeist im Tech-Umfeld bekannt und im Silicon Valley angesehen. Seine Investments in Startups wie Twitter, Square, Pinterest und Snapchat haben ihn bekannt gemacht für seine Voraussicht in die Entwicklung technologischer Trends.
Yaitanes hat griechische Wurzeln und ist aktiv in der griechischen Community. Er unterstützt den Gabby Award der Greek America Foundation, dessen Eröffnungszeremonie er 2011 auf Ellis Island inszenierte.
Yaitanes lebt in New York und Los Angeles. Er hat zwei Söhne.

## Filmografie (Auswahl)
- 1987: Salad Bar: The Movie
- 1997: Cypher (Double Tap)
- 1997–1998: Die Schattenkrieger (Soldier of Fortune, Inc., 3 Episoden)
- 2001: Invisible Man – Der Unsichtbare (4 Episoden)
- 2002–2005: CSI: Miami (3 Episoden)
- 2003–2004: Cold Case – Kein Opfer ist je vergessen (Cold Case, 2 Episoden)
- 2003–2004: Las Vegas (2 Episoden)
- 2003: Skins – Hautnah (Skins UK, 4 Episoden)
- 2003: Children of Dune (Miniserie)
- 2004: FBI Serial Crime – Im Kopf des Killers (Touching Evil, 1 Episode)
- 2004–2009: Lost (4 Episoden)
- 2004–2012: Dr. House (House, M.D., 30 Episoden)
- 2005: Alias – Die Agentin (Alias, 1 Episode)
- 2005: Nip/Tuck – Schönheit hat ihren Preis (Nip/Tuck, 1 Episode)
- 2005–2006: Bones – Die Knochenjägerin (Bones, 3 Episoden)
- 2006: Welcome, Mrs. President (1 Episode)
- 2006–2008: Prison Break (3 Episoden)
- 2007: Grey’s Anatomy (2 Episoden)
- 2007: Women’s Murder Club (1 Episode)
- 2007–2009: Heroes (4 Episoden)
- 2007–2009: Damages – Im Netz der Macht (Damages, 2 Episoden)
- 2013–2015: Banshee – Small Town. Big Secrets. (9 Episoden)
- 2016: Quarry
- 2017: Underground (1 Episode)
- 2017: Manhunt
- 2022: House of the Dragon (3 Episoden)
- 2024: Aus Mangel an Beweisen (Presumed Innocent, Fernsehserie)